# Julijan Smid
Julijan Smid (geboren am 12. Juni 2003 in Latschach, Österreich) ist ein österreichischer Skispringer.

## Werdegang
Julijan Smid hat eine Zwillingsschwester und einen Bruder und besuchte das Bundesgymnasium für Slowenen in Klagenfurt am Wörthersee, wo er die Matura ablegte. Seine ersten Skisprünge absolvierte er im Alter von sieben Jahren auf den kleinsten Schanzen der Natursprunganlage Achomitz. Er startet für den SV Achomitz-ŠD Zahomc.
Zwischen 2017 und 2022 trat er überwiegend im Skisprung-Alpencup sowie im FIS Cup bei internationalen, von der Fédération Internationale de Ski organisierten Wettbewerben in Erscheinung. In diesem Zeitraum konnte er am 21. Februar 2020 in Villach sowie am 31. März 2021 in Prémanon zwei Wettkämpfe im Alpencup gewinnen. Darüber hinaus gewann er bei den Nordischen Skispielen der OPA 2020, die in Villach ausgetragen wurden, Gold sowohl im Einzel als auch mit dem Team.
Im Sommer 2022 gab er am 17. September in Stams sein Debüt im Skisprung-Continental-Cup. Dabei erreichte er den 33. Platz. Mit einem 28. Platz im zweiten Wettbewerb von Stams noch an demselben Tag gewann er seine ersten Wertungspunkte im Continental Cup. Eine Woche später startete er in Hinzenbach auch zum ersten Mal im Skisprung-Grand-Prix und auf höchster Wettkampfebene im Skispringen. Dabei belegte er den 35. Rang. Im Skisprung-Grand-Prix 2022 blieb er damit noch ohne Punkte.
Bei den Nordischen Junioren-Skiweltmeisterschaften 2023 in Whistler wurde er Fünfter im Einzelspringen. Im Teamspringen gewann er gemeinsam mit Louis Obersteiner, Stephan Embacher und Jonas Schuster die Goldmedaille und wurde somit Junioren-Weltmeister; nach dem darauffolgenden Alpencup-Wochenende wurde er für die Wettbewerbe in Râșnov im Rahmen der Weltcup-Saison 2022/23 in den österreichischen Kader berufen und debütierte dort am 18. Februar 2023 mit einem 33. Platz im Skisprung-Weltcup.
Der Sommer 2023 brachte für Smid zwei weitere Teilnahmen am Skisprung-Grand-Prix wiederum in Râșnov, wo er jeweils einmal den 26. und 27. Platz und damit seine ersten Wertungspunkte in dieser Wettbewerbsserie erreichte. In der Grand-Prix-Gesamtwertung brachten ihm diese neun Punkte Platz 77 ein.
In den ÖSV-Nationalkadern für die Wintersaison 2024/25 fand Smid keine Berücksichtigung mehr, bestreitet aber weiterhin Wettbewerbe im FIS- und Continental-Cup.

## Statistik

### Grand-Prix-Platzierungen
| Saison | Platz | Punkte |
| ------ | ----- | ------ |
| 2023   | 077.  | 0009   |

### Continental-Cup-Platzierungen
| Saison  | Platz | Punkte |
| ------- | ----- | ------ |
| 2022/23 | 108.  | 0011   |
| 2023/24 | 052.  | 0013   |